# ROX Desktop
ROX Desktop là một môi trường desktop cho X Window System. Nó dựa trên ROX-Filer  vốn là một trình quản lý file không gian hỗ trợ drag and drop. Nó là một phần mềm tự do phát hành dưới giấy phép GNU GPL. Môi trường này lấy cảm hứng từ giao diện người dùng của RISC OS. Các chương trình có thể cài đặt và gỡ bỏ dễ dàng nhờ Zero Install.

## Phần mềm thành phần
ROX Desktop là một môi trường desktop dựa trên trình quản lý file ROX-Filer. Tập tin được nạp bằng cách kéo chúng vào một ứng dụng từ filer, và lưu lại bằng cách kéo trở lại filer. Ứng dụng là thư mục thực thi, và do đó cũng được cài đặt (sao chép), gỡ bỏ (xóa), và chạy thông qua giao diện filer. ROX có một liên kết vững chắc với Zero Install, một phương pháp xác định và thi hành chương trình thông qua một URL, để thực hiện cài đặt phần mềm hoàn toàn tự động.
Nó được lấy cảm hứng từ giao diện người dùng của hệ điều hành RISC OS (không nên nhầm lẫn với RISC/os). Cái tên "ROX" xuất phát từ "RISC OS on X". Dự án được khởi động bởi Thomas Leonard khi đang là sinh viên tại University of Southampton năm 1999 và vẫn đang được dẫn dắt bởi ông vào năm 2012
ROX desktop dùng bộ công cụ GTK+, tương tự với GNOME và Xfce. Các thiết kế tập trung vào các chương trình nhỏ, đơn giản bằng cách kéo-và-thả để di chuyển dữ liệu giữa chúng. Ví dụ, một người dùng có thể tải một tập tin nén vào một bảng tính từ các trang web bằng cách kéo các dữ liệu từ các trình duyệt web đến archiver, và từ đó vào bảng tính. Một chương trình cũng được cài đặt tương tự, bằng cách kéo các kho lưu trữ từ web với các trình lưu trữ, và từ đó đến thư mục ứng dụng trong filer.
Drag-and-drop cho phép người sử dụng để lưu các tập tin văn bản vào bất kỳ thư mục nào họ muốn, hoặc trực tiếp vào một ứng dụng khác, chẳng hạn như các trình lưu trữ trên bảng điều khiển..

## ROX Filer
ROX-Filer là một trình quản lý tập tin không gian đồ họa cho các X Window System. Nó có thể được sử dụng riêng như là một quản lý tập tin, hoặc có thể được sử dụng như là một phần của ROX Desktop. Nó là trình quản lý file được cung cấp bởi mặc định trong một số bản phân phối Linux như Puppy Linux và Dyne:bolic,và được dùng cho Xubuntu cho đến khi Thunar trở nên ổn định.
ROX-Filer được xây dựng bằng bộ công cụ GTK+. Theo các điều khoản của GNU GPL, ROX-Filer là phần mềm tự do.